# Lysimachia chekiangensis
Lysimachia chekiangensis là một loài thực vật có hoa trong họ Anh thảo. Loài này được C.C. Wu mô tả khoa học đầu tiên năm 1964.